# Campionato emiratino di football americano
Il campionato emiratino di football americano è una competizione che riunisce l'élite dei club emiratini di football americano dal 2012. L'organizzatore del campionato e delle squadre nazionali è la Federazione emiratina di Football Americano.
Questa competizione si disputa con una stagione regolare con girone all'italiana, seguita dai play-off con una finale.

## Formato
Il campionato attuale si disputa in categoria unica (EAFL).
Il gioco si svolge con le regole della EAFL che si basano sul regolamento della NCAA.
Esistono tornei giovanili, sempre denominati EAFL e la cui finale segue la numerazione delle finali del campionato maggiore.

## Stagione 2019
| - Abu Dhabi Wildcats - Al Ain Desert Foxes - Dubai Barracudas - Dubai Stallions |

## Finali

### Emirates American Football League (Men)
| Data                    | Finale          | Vincitore           | Punteggio     | Finalista           |
| ----------------------- | --------------- | ------------------- | ------------- | ------------------- |
| 2012-13 (8 marzo 2013)  | Desert Bowl I   | Abu Dhabi Wildcats  | 21-12         | Dubai Stallions     |
| 2013-14 (14 marzo 2014) | Desert Bowl II  | Abu Dhabi Wildcats  | 14-13         | Dubai Stallions     |
| 2014-15 (13 marzo 2015) | Desert Bowl III | Dubai Stallions     | 30-6          | Dubai Barracudas    |
| 2015-16 (18 marzo 2016) | Desert Bowl IV  | Dubai Barracudas    | 21-18         | Abu Dhabi Wildcats  |
| 2016-17 (17 marzo 2017) | Desert Bowl V   | Al Ain Desert Foxes | 18-12         | Abu Dhabi Wildcats  |
| 2017-18 (16 marzo 2018) | Desert Bowl VI  | Dubai Barracudas    | 19-0          | Abu Dhabi Wildcats  |
| 2018-19 (22 marzo 2019) | Desert Bowl VII | Dubai Stallions     | 12-6 (3 o.t.) | Al Ain Desert Foxes |

### Emirates American Football League (Varsity)
| Data                    | Finale          | Vincitore          | Punteggio | Finalista          |
| ----------------------- | --------------- | ------------------ | --------- | ------------------ |
| 2012-13 (8 marzo 2013)  | Desert Bowl I   | Abu Dhabi Wildcats | ?-?       | ?                  |
| 2013-14 (14 marzo 2014) | Desert Bowl II  | Dubai Barracudas   | ?-?       | ?                  |
| 2014-15 (13 marzo 2015) | Desert Bowl III | Dubai Stallions    | ?-?       | Team Abu Dhabi     |
| 2015-16 (18 marzo 2016) | Desert Bowl IV  | Dubai Stallions    | 60-34     | Team Abu Dhabi     |
| 2016-17 (17 marzo 2017) | Desert Bowl V   | Dubai Barracudas   | 30-0      | Abu Dhabi Capitals |
| 2017-18 (16 marzo 2018) | Desert Bowl VI  | Dubai Barracudas   | 42-16     | Dubai Stallions    |
| 2018-19 (22 marzo 2019) | Desert Bowl VII | Dubai Barracudas   | 14-8      | Abu Dhabi Capitals |

### Emirates American Football League (Jr. Varsity)
| Data                    | Finale          | Vincitore           | Punteggio | Finalista           |
| ----------------------- | --------------- | ------------------- | --------- | ------------------- |
| 2012-13 (8 marzo 2013)  | Desert Bowl I   | Dubai Barracudas    | ?-?       | ?                   |
| 2013-14 (14 marzo 2014) | Desert Bowl II  | Abu Dhabi Wildcats  | ?-?       | ?                   |
| 2014-15 (13 marzo 2015) | Desert Bowl III | Al Ain Desert Foxes | ?-?       | Dubai Barracudas    |
| 2015-16 (18 marzo 2016) | Desert Bowl IV  | Dubai Barracudas    | ?-?       | Al Ain Desert Foxes |
| 2016-17 (17 marzo 2017) | Desert Bowl V   | Dubai Stallions     | 22-14     | Dubai Barracudas    |
| 2017-18 (16 marzo 2018) | Desert Bowl VI  | Dubai Barracudas    | 20-0      | Abu Dhabi Capitals  |
| 2018-19 (22 marzo 2019) | Desert Bowl VII | Dubai Stallions     | 32-24     | Abu Dhabi Scorpions |

### Emirates American Football League (Bantam)
| Data                    | Finale         | Vincitore           | Punteggio  | Finalista           |
| ----------------------- | -------------- | ------------------- | ---------- | ------------------- |
| 2015-16 (18 marzo 2016) | Desert Bowl IV | Abu Dhabi Scorpions | 14-12 o.t. | Dubai Barracudas    |
| 2016-17 (17 marzo 2017) | Desert Bowl V  | Dubai Barracudas    | 34-0       | Al Ain Desert Foxes |
| 2017-18 (16 marzo 2018) | Desert Bowl VI | Abu Dhabi Capitals  | 38-20      | Dubai Sandvipers    |

### Emirates American Football League (PeeWee)
| Data                    | Finale          | Vincitore           | Punteggio | Finalista          |
| ----------------------- | --------------- | ------------------- | --------- | ------------------ |
| 2012-13 (8 marzo 2013)  | Desert Bowl I   | ?                   | ?-?       | ?                  |
| 2013-14 (14 marzo 2014) | Desert Bowl II  | Abu Dhabi Scorpions | ?-?       | ?                  |
| 2014-15 (13 marzo 2015) | Desert Bowl III | Abu Dhabi Wildcats  | ?-?       | Dubai Barracudas   |
| 2015-16 (18 marzo 2016) | Desert Bowl IV  | Al Ain Desert Foxes | ?-?       | Dubai Stallions    |
| 2016-17 (17 marzo 2017) | Desert Bowl V   | Abu Dhabi Scorpions | 26-0      | Abu Dhabi Wildcats |
| 2017-18 (16 marzo 2018) | Desert Bowl VI  | Abu Dhabi Scorpions | 19-18     | Abu Dhabi Wildcats |
| 2018-19 (22 marzo 2019) | Desert Bowl VII | Abu Dhabi Capitals  | 32-14     | Dubai Barracudas   |

## Squadre per numero di campionati vinti
Le tabelle seguenti mostrano le squadre ordinate per numero di campionati vinti nelle diverse leghe.

### Emirates American Football League (Men)
|   | Squadra             | Anni             |
| - | ------------------- | ---------------- |
| 2 | Dubai Stallions     | 2014-15, 2018-19 |
| 2 | Dubai Barracudas    | 2015-16, 2017-18 |
| 2 | Abu Dhabi Wildcats  | 2012-13, 2013-14 |
| 1 | Al Ain Desert Foxes | 2016-17          |

### Emirates American Football League (Varsity)
|   | Squadra            | Anni                               |
| - | ------------------ | ---------------------------------- |
| 4 | Dubai Barracudas   | 2013-14, 2016-17, 2017-18, 2018-19 |
| 2 | Dubai Stallions    | 2014-15, 2015-16                   |
| 1 | Abu Dhabi Wildcats | 2012-13                            |

### Emirates American Football League (Jr. Varsity)
|   | Squadra             | Anni                      |
| - | ------------------- | ------------------------- |
| 3 | Dubai Barracudas    | 2012-13, 2015-16, 2017-18 |
| 2 | Dubai Stallions     | 2016-17, 2018-19          |
| 1 | Al Ain Desert Foxes | 2014-15                   |
| 1 | Abu Dhabi Wildcats  | 2013-14                   |

### Emirates American Football League (Bantam)
|   | Squadra             | Anni    |
| - | ------------------- | ------- |
| 1 | Abu Dhabi Capitals  | 2017-18 |
| 1 | Dubai Barracudas    | 2016-17 |
| 1 | Abu Dhabi Scorpions | 2015-16 |

### Emirates American Football League (PeeWee)
|   | Squadra             | Anni                      |
| - | ------------------- | ------------------------- |
| 3 | Abu Dhabi Scorpions | 2013-14, 2016-17, 2017-18 |
| 1 | Abu Dhabi Capitals  | 2018-19                   |
| 1 | Al Ain Desert Foxes | 2015-16                   |
| 1 | Abu Dhabi Wildcats  | 2014-15                   |